# Francis Pilkington
Pour les articles homonymes, voir Pilkington.
Francis Pilkington (né vers 1565 et mort en 1638 à Chester) est un musicien, luthiste, et chanteur anglais.

## Biographie
Pilkington est probablement né dans le comté du Lancashire autour de 1565/1570. Son père et son frère aîné sont au service du comte de Derby, ce qui favorise probablement l'éducation musicale du jeune Pilkington. Le compositeur reçoit un diplôme de baccalauréat en musique du Lincoln College d'Oxford en 1595, certifiant seize années d'études musicales. De son propre aveu, il est devenu luthiste mais c'est son talent vocal et de composition qui ont forgé sa réputation.
En 1602, il devient « singing man » de la cathédrale de Chester, et compose ses premières chansons. Son premier volume de chants pour luth parait en 1605. Il devient chanoine de l'Église anglaise en 1612.
Le deuxième volume est publié en 1613 sous le titre (« Première série de madrigaux et pastorale »). L'année suivante il accepte divers postes, parfois simultanément, dans plusieurs églises de Chester : chantre de la cathédrale de Chester (poste qu'il occupe de 1614 jusqu'à sa mort) et recteur de la cathédrale d'Aldford (1631).
Son troisième volume est publié en 1624, continuation de la deuxième série de madrigaux et pastorales. Ce volume comprend également des œuvres instrumentales pour viole de gambe et un ensemble de psaumes. Au milieu de 1630, il démissionne de Aldford, privilégiant la cathédrale de Chester. Il désire composer et publier plus de musique mais une collection de 1624 est la dernière à être publiée.
Bien qu'il soit homme d'église, Pilkington compose essentiellement de la musique profane, ayres, madrigaux et des chansons pour luth.

## Sources
- Brief biographical sketch of Francis Pilkington in the Grove Concise Dictionary of Music, 1994, Oxford University Press.

- (ca) Cet article est partiellement ou en totalité issu de l’article de Wikipédia en catalan intitulé « Francis Pilkington » (voir la liste des auteurs).